# Francesco Sbarra

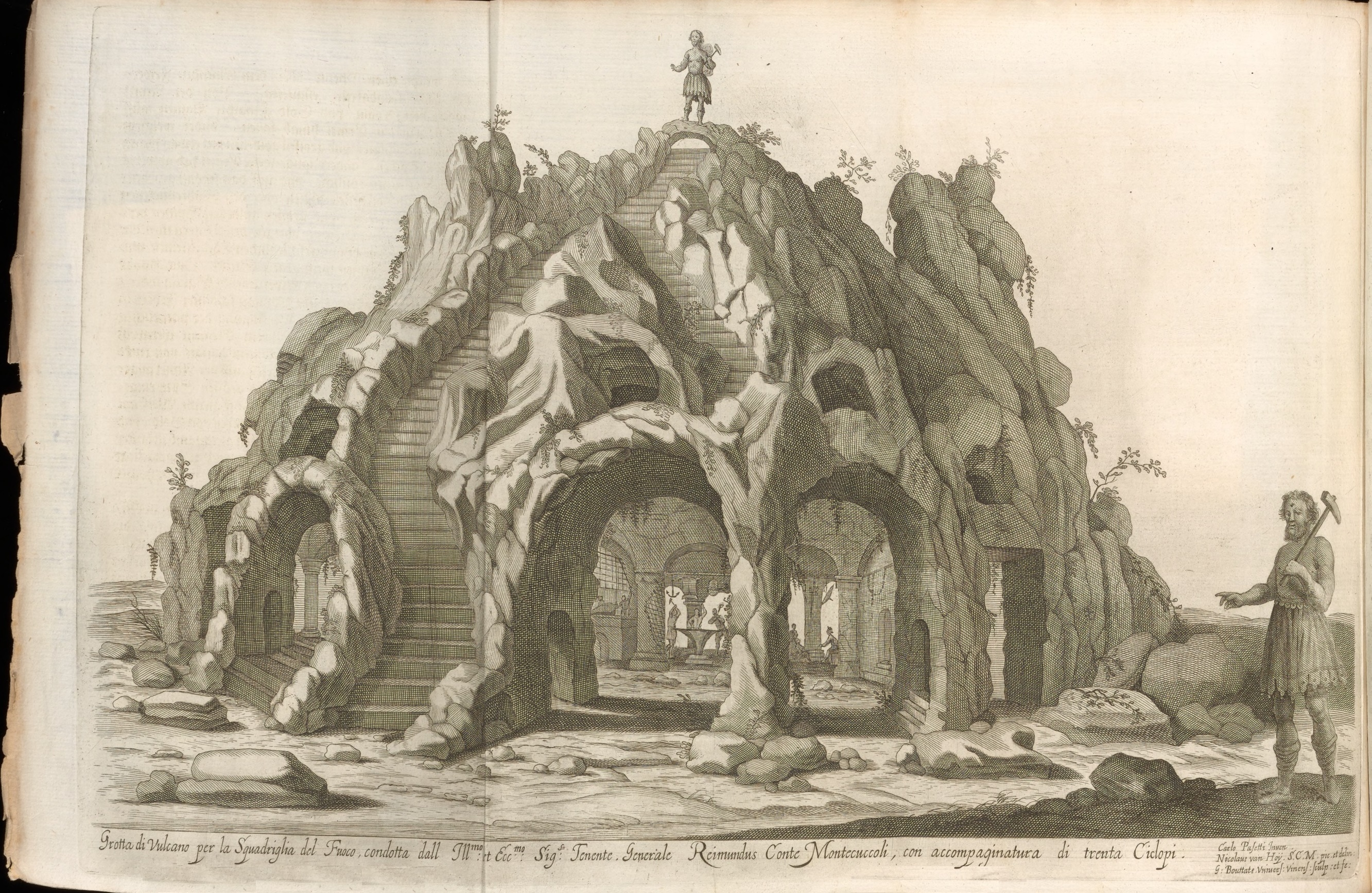
Gruta de Vulcano. Grabado calcográfico de Gerard Bouttats por dibujo de Nikolaus van Hoy e invención de Carlo Passetti; ilustración de Francesco Sbarra, La contesa dell'aria e dell'acqua: festa à cavallo rappresentata nell'augustissime nozze delle sacre, cesaree, reali M. M. dell' imperatore Leopoldo e dell' infanta Margherita dell’Espagne, Viena, 1667. Ballet ecuestre celebrado en Viena con motivo de la boda del emperador Leopoldo I con su sobrina, Margarita Teresa.

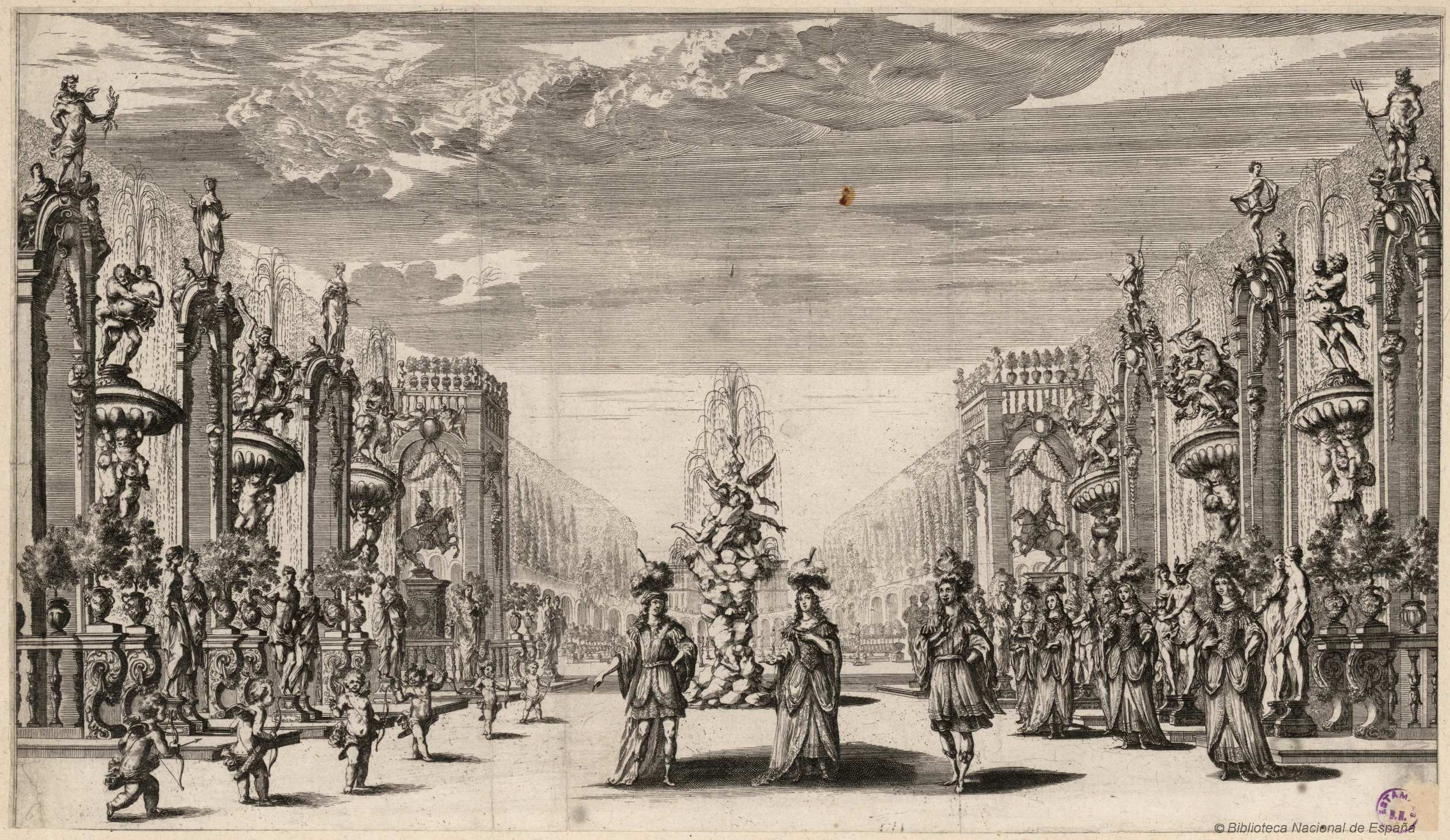
El jardín del placer. Aguafuerte y buril de Matthäus Küsel por diseño de Ludovico Ottavio Burnacini para la obra de Francisco Sbarra, Il pomo d'oro. Festa teatrale rappresentata in Vienna per l'augustissime noze delle Sacre Cesaree e Reali Maestà di Leopoldo e Margherita, Viena, 1668. Ópera con música de Antonio Cesti. Biblioteca Nacional de España.

Francesco Sbarra (Lucca, 1611-Viena, 1668) fue un poeta y libretista italiano que trabajó para la corte imperial de Viena y las cortes del Tirol y Baviera.

## Biografía
Aunque —según parece— desde muy joven proporcionó los versos para las composiciones musicales que se representaban en los teatros de su ciudad natal, apenas se conoce nada de aquellos primeros trabajos. Paralelamente ocupó diversos cargos en el gobierno municipal hasta 1641, cuando fue condenado a la privación a perpetuidad de todo honor y cargo público por habérsele encontrado un dinero que como recaudador de deudas debía haber entregado al camarlengo. Tras enviudar en 1645 trató de seguir la carrera eclesiástica sin conseguirlo, pues el obispo le negó por dos veces el nombramiento de canónigo. Finalmente, cerca de cumplir los cuarenta años, tras asistir a la primera representación en Lucca de una verdadera ópera veneciana —Giasone, con música de Francesco Cavalli y libreto de Giacinto Andrea Cicognini— dio comienzo su carrera como autor dramático. En enero de 1651 se representó en Venecia el primer drama musical escrito por él, con dedicatoria al archiduque Leopoldo Guillermo: Alessandro vincitor di se stesso, con música de Antonio Cesti y escenografía de Giovan Battista Balbi.
Tras la representación con éxito en Lucca de algunos dramas musicales de contenido moral, como La tirannide dell'interesse, tragedia político-moral, o La moda, fábula moral representada en el seminario de Lucca en 1652, en 1658 fue admitido por mediación de Cesti en la corte del archiduque Fernando Carlos en Innsbruck. Para la corte tirolesa, pero también para las cortes de Múnich y Viena, compuso entre 1659 y 1665 los libretos de dramas e idilios musicales como Venere cacciatrice (Venus cazadora), estrenado en Innsbruck en febrero de 1659, o La magnanimità d’Alessandro, drama representado con música de Cesti en Innsbruck en 1662 y, con el título de La generosità d’Alessandro y música de Giuseppe Tricarico, en Viena ese mismo año.
En enero de 1665 fue contratado como poeta de la corte imperial. Para los festejos con motivo de la boda del emperador Leopoldo I de Habsburgo y la infanta Margarita, hija del rey de España Felipe IV (1666), compuso los libretos del ballet ecuestre La contesa dell'aria e dell'acqua, en el que participaron hasta 1300 figurantes, y la ópera Il pomo d'oro, con música de Antonio Cesti. Basada en el mitológico juicio de Paris, la ópera concluía con la entrega de la manzana de oro a la Casa de Habsburgo como símbolo de su dominio universal y para su representación, de enorme complejidad pues requería hasta veintiséis cambios de escena, el ingeniero de la corte Ludovico Ottavio Burnacini hubo de construir un nuevo teatro, lo que retrasó su estreno hasta el verano de 1668 cuando se representó, dividida en dos tardes, en los festejos por el cumpleaños de la emperatriz. Contrariamente a lo acostumbrado, la publicación del libreto, ricamente ilustrado con grabados de Matthäus Küsel a partir de los diseños del propio Burnacini, se adelantó a causa de ese retraso a la representación escénica de la pieza teatral.
También para la corte vienesa escribió azioni sacra o autos sacramentales como Le lacrime di S. Pietro, a la que puso música Giovanni Felice Sances, o Il lutto dell'universo, 1668, con música del propio Leopoldo I.
Falleció en Viena el 20 de marzo de 1668 cargado de deudas.